# 와글와글 시장가요제
《와글와글 시장가요제》는 2008년 5월 12일 첫방송을 시작한 《와글와글 시장이좋아》로부터 포맷 변경된 프로그램이며,
2009년 3월 4일 전주중앙시장 녹화를 시작으로 JTV 전주방송에서 매주 토요일 오전 방송되고 있는 노래 경연 프로그램이다.
코로나19의 영향으로 2020년부터 2021년까지 프로그램 포맷을 변경 <와글와글 시장이좋아>로 방송하였으며, 
2022년 5월 30일 군산수산물종합센터를 시작으로 <와글와글 시장가요제>로 환원하여 방송되고 있다.